# Współczynnik przyswajania ciepła
Współczynnik przyswajania ciepła przez materiał – określa ilość akumulowanego ciepła w ciągu jednej godziny podgrzewania ciała na jednostkę jego powierzchni przy różnicy temperatur 1°.
{\displaystyle S={\sqrt {\frac {2{\pi }c\rho \lambda }{\tau }}}}
- S – współczynnik przyswajania ciepła [W/m²K]
- c – ciepło właściwe [J/kgK]
- ρ – gęstość materiału [kg/m³]
- ρc – pojemność cieplna materiału [J/m³K]
- λ – współczynnik przewodnictwa cieplnego materiału [W/mK]
- τ – okres (czas) wahań temperatury [h]

Jednostką współczynnika przyswajania ciepła jest:
- w układzie SI: 1 W/m²K = 0,86 kcal/m²h°C
- w układzie CGS: 1 kcal/m²h°C = 1,163 W/m²K